# Wilskerke
Wilskerke is een Belgisch dorpje in De Polders, op anderhalve kilometer van de kust, het was een zelfstandige gemeente tot aan de gemeentelijke herindeling van 1977.

## Geschiedenis
Wilskerke is ontstaan net ten zuidoosten van de Testerepgeul, een kilometer brede zeegeul die later ingepolderd is en waarvan de loop nog altijd de grens met Middelkerke (vroeger op het eiland Testerep) vormt.
Wilskerke behoort tot de middellandpolders. In 1201 was er sprake van een parochie met de naam Willemskerke. Het patronaatsrecht was in bezit van de Tempeliers van Slijpe.
In 1911 werd een deel van de gemeente bij Middelkerke gevoegd. Sinds 1977 is het een deelgemeente van de fusiegemeente Middelkerke.

## Demografische ontwikkeling
- Bronnen:NIS, Opm:1831 tot en met 1970=volkstellingen; 1976 = inwoneraantal op 31 december

## Bezienswaardigheden
- De Sint-Guilielmuskerk. De vroegere kerk raakte vernield in de Eerste Wereldoorlog, op de westertoren na. In de jaren 20 werd de kerk heropgebouwd.
- Standbeeld van Fleris de bekende bewoner van de Fleriskothoeve.
- Overblijfselen van de Atlantikwall
- Enkele historische boerderijen met aanzienlijke schuren.
  - Fleriskothoeve

## Natuur en landschap
Wilskerke ligt niet ver van de Noordzeekust, in het West-Vlaams poldergebied op een hoogte van ongeveer 2 meter. Een belangrijk natuurgebied in de omgeving is Puidebroeken, ten oosten van de dorpskom.

## Politiek
Wilskerke had een eigen gemeentebestuur en burgemeester tot de fusie van 1977. Burgemeesters waren:

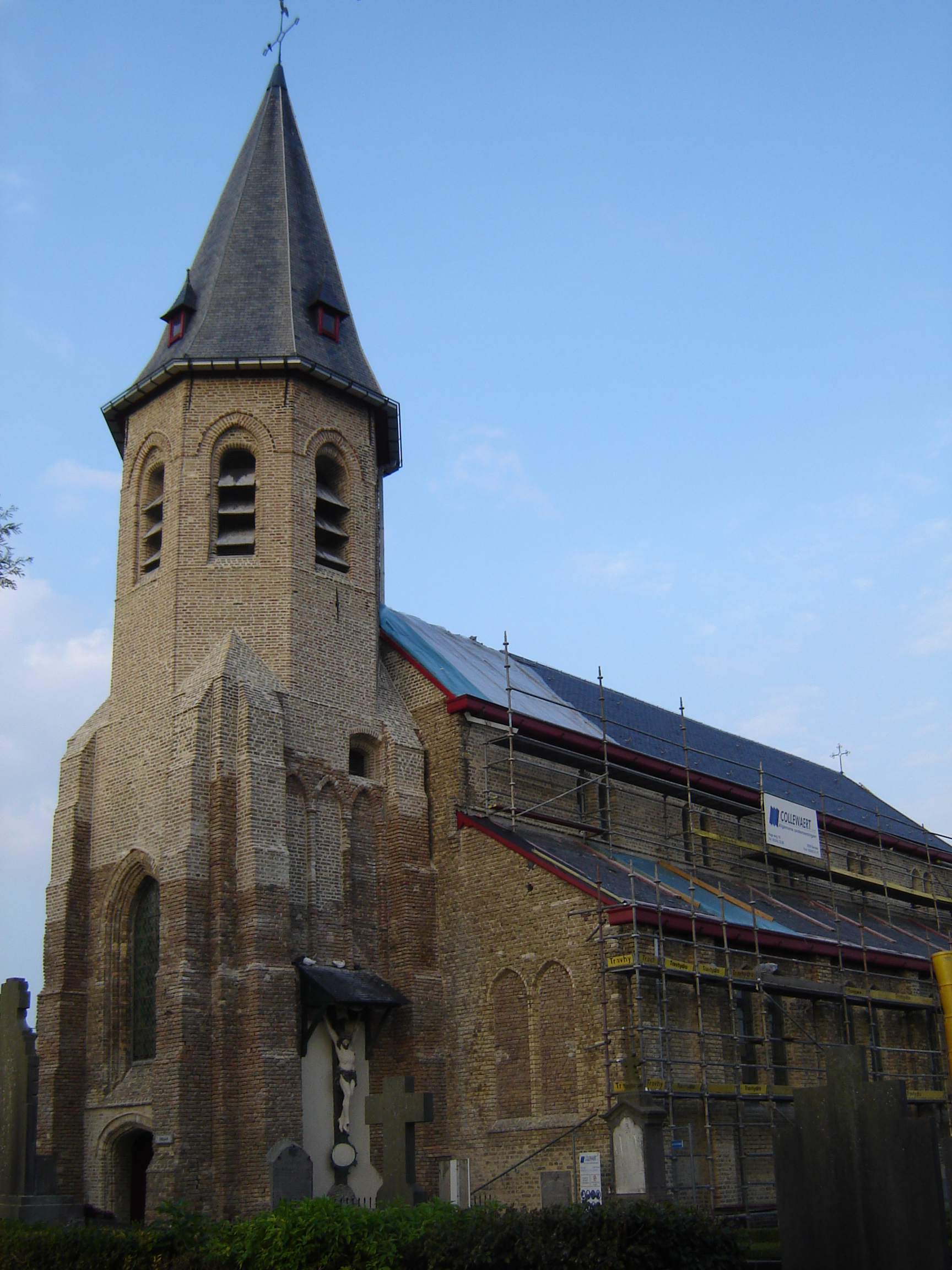
Sint-Guilielmuskerk

- 1921-? : August Pittery
- 1938-1976 : Achiel Pittery

## Nabijgelegen kernen
Middelkerke, Leffinge, Slijpe
Deelgemeenten: Leffinge · Lombardsijde · Mannekensvere · Middelkerke · Schore · Sint-Pieters-Kapelle · Slijpe · Westende · Wilskerke

Belgische gemeenten · Arrondissement Oostende · West-Vlaanderen · Vlaanderen